# Talakkad
Talakkad es una ciudad censal situada en el distrito de Malappuram en el estado de Kerala (India). Su población es de 35820 habitantes (2011). Se encuentra a 26 km de Malappuram y a 48 km de Kozhikode.

## Demografía
Según el censo de 2011 la población de Talakkad era de 35820 habitantes, de los cuales 16578 eran hombres y 19242  eran mujeres. Talakkad tiene una tasa media de alfabetización del 93,12%, inferior a la media estatal del 94%. la alfabetización masculina es del 95,29%, y la alfabetización femenina del 91,30%.